# Jean Baptiste Fallize

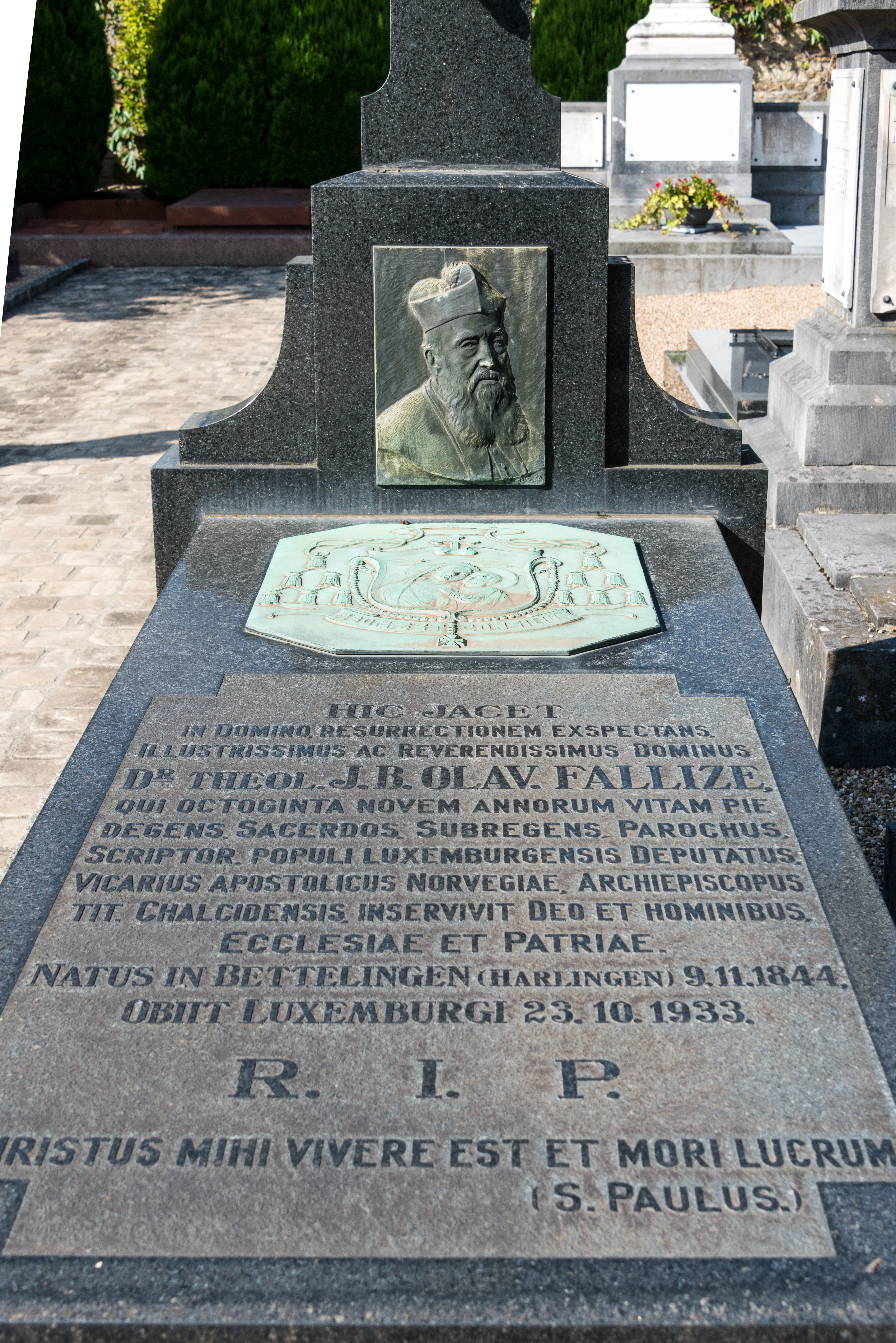
Het graf van Jean Baptiste Fallize, met reliëfportret door Jean-Baptiste Wercollier.

Jean Baptiste Fallize (Bettelange, 9 november 1844 – Luxemburg-Stad, 23 oktober 1933) was een Luxemburgs journalist, politicus, geestelijke van de Katholieke Kerk en bisschop van Luxemburg. Als Johannes Olav Fallize  was hij de eerste bisschop van de Rooms-Katholieke Kerk in Noorwegen.

## Levensloop
Fallize werd geboren in de Belgische provincie Luxemburg, als zoon van leerlooier Jean Fallize en Thérèse Peffer. Zijn ouders waren afkomstig uit het groothertogdom Luxemburg en keerden niet lang na zijn geboorte terug naar hun land, waar zij zich vestigden in Arsdorf. In 1850 begonnen zij een leerlooierij in Harlange. Na het Athénée de Luxembourg studeerde Jean Baptiste Fallize vanaf 1867 filosofie en theologie aan de Pauselijke Universiteit Gregoriana in Rome. Fallize werd op 8 april 1871 priester gewijd in de Sint-Jan van Lateranen. Hij keerde in 1872 terug naar Luxemburg en werd vicerector en beheerder van het pas opgerichte bisschoppelijke jongensklooster. Fallize was daarnaast actief als journalist, in 1875 nam hij de redactie van de katholieke familiekrant Luxemburger Sonntags-Blätchen für Stadt und Land over en noemde het Luxemburger Sonntagsblatt für Erbauung, Unterhaltung und Belehrung. In 1876 werd Fallize benoemd tot pastoor in Pintsch. Hij in 1880 oprichter van het meer politieke Luxemburger Volksblatt. Hij werd in dat jaar veroordeeld tot 30 dagen gevangenisstraf voor zijn journalistieke aanvallen op premier Félix de Blochausen. In 1881 legde hij het ambt van pastoor neer toen hij werd verkozen als gedeputeerde in de Kamer van Afgevaardigden. Vanaf 1884 was hij naast het Kamerlidmaatschap als economus verantwoordelijk voor de financiën en logistiek van het bisdom Luxemburg. In 1887 richtte hij het Sankt-Paulus-Gesellschaft op, dat onder meer verantwoordelijk was voor de uitgave van Luxemburger Wort, waarvan Fallize tot 1886 hoofdredacteur was. Naast zijn journalistieke artikelen schreef hij onder meer gedichten, (reis)verslagen, stichtelijke werken en memoires. 
In februari 1887 werd Fallize door Paus Leo XIII benoemd tot apostolisch prefect van Noorwegen en Spitsbergen en een maand later tot apostolisch protonotaris en Pauselijk huisprelaat. Vanuit de Noorse hoofdstad Kristiania stimuleerde Fallize de landelijke ontwikkeling van de katholieke gemeenschap en introduceerde hij de Romeinse liturgie en het gregoriaans. Hij stichtte kerken, scholen en ziekenhuizen en in 1889 de katholieke drukkerij St Olav. Op 22 april 1891 werd hij Noors staatsburger. In maart 1892 werd Noorwegen een Apostolisch vicariaat. Hoewel een prefect normaal gesproken geen bisschop is, moet een vicaris dat wel zijn. Fallize werd op 19 maart 1892 tot titulair bisschop van Elusa gewijd en nam de bisschoppelijke naam Johannes Olav aan. Hij richtte drie dekenaten op en gaf de hoofden van de individuele dekenaten de opdracht om jaarlijks de parochies te bezoeken die hij niet kon bereiken. In 1901 richtte hij een zustercongregatie op (Zusters Franciscanessen) die verantwoordelijk was voor verpleging en onderwijs. Op 18 mei 1912 werd Fallize benoemd tot commandeur in de Orde van Sint-Olaf, op 31 mei 1912 tot bisschop-assistent bij de pauselijke troon en Romeins graaf.
In 1921 legde Fallize zijn ambt neer en keerde terug naar Luxemburg, waar hij zijn laatste jaren sleet in het Sint-Zitaklooster. Hij werd als bisschop opgevolgd door de Nederlander Johannes Olav Smit. Fallize werd benoemd tot titulair aartsbisschop van Chalcis en kanunnik van het bisdom Luxemburg.
Jean Baptiste Fallize overleed op 88-jarige leeftijd. Na een uitvaartdienst in de Kathedraal van Luxemburg werd hij begraven op de Cimetière Notre-Dame. Vanwege zijn antisemitische uitspraken in het Luxemburger Wort en het Luxemburger Volksblatt hernoemde de stad Ettelbruck in 2017 de naar hem genoemde Rue Monseigneur Fallize tot An der Baach.

## Bisschopswapen
Toen hij hoorde van zijn mogelijke benoeming tot apostolisch prefect, twijfelde Fallize of hij het ambt van  moest aannemen. Paus Leo XIII adviseerde hem een pelgrimstocht te maken naar Genazzano. Fallize bad daar bij de fresco van Onze Lieve Vrouw van Goede Raad en vroeg Maria's advies. Hij besloot daarop de benoeming aan te nemen en nam als herinnering haar beeltenis op in zijn wapen. Als motto koos hij Meum est consilium - 'De Raad behoort mij toe'. Een uitspraak die is ontleend aan Spreuken 8:14, maar door de katholieke kerk ook aan Maria wordt verbonden.
Het wapen is als bronzen reliëf op de deksteen van zijn graf geplaatst.

## Enkele werken
- Une tournée pastorale en Norvège., Tours, 1897
- Christiania et environs. Lille, 1901
- Excursions en Norvège et chez les Lapons. Lille, 1912

## Onderscheidingen
- 1912 Commandeur in de Orde van Sint-Olaf
- 1922 Commandeur in de Orde van de Eikenkroon[14]
- Drager van het kruis Pro Ecclesia et Pontifice

- Bibsys: 97001698
- Bibliothèque nationale de France: cb10740277b (data)
- Gemeinsame Normdatei: 118685988
- International Standard Name Identifier: 0000 0001 1916 6180
- Library of Congress Control Number: n2017028918
- Nederlandse Thesaurus van Auteursnamen: 07291016X
- Réseau des bibliothèques de Suisse occidentale: 02-A026077221
- Système universitaire de documentation: 181024470
- Virtual International Authority File: 170348312
- WorldCat: E39PBJt3W3tpmMpc8VCCKkwpyd